# Хмельницьке водосховище
Хмельницьке водосховище - невелике руслове водосховище у верхів'ях річки Південний Буг, в межах міста Хмельницького. У водосховище впадає р. Плоска, права притока р. Південний Буг. Водосховище будувалось кількома чергами, починаючи із 1947 року, разом з роботами по створенню міського парку. Метою будівництва водосховища та його подальшого розширення була рекреація та забезпечення водою промисловості м. Хмельницький.

## Основні параметри водосховища[1]
До основних параметрів водосховища відносять нормальний підпірний рівень (НПР), форсований підпірний рівень (ФПР), рівень мертвого об'єму (РМО), площа дзеркала водосховища, та інші.
- Нормальний підпірний рівень (НПР) — 280,20 м БС (280 метрів 20 см над рівнем моря у Балтійській системі висот)
- Форсований підпірний рівень (ФПР) — 280,40 м БС
- Відмітка рівня мертвого об'єму (РМО) —  278,00 м БС
- Об'єм при НПР —  5 000 000 м3
- Площа при НПР —  140 га
- Найбільша глибина — 7,10 м, середня глибина — 3,56 м

## Основні гідрологічні характеристики[1]
Характеристики приток, які впадають у Південний Буг вище від греблі Хмельницького водосховища.
| Основні характеристики річок басейну річки Південний Буг довжиною більше 10 км, до створу греблі Хмельницького водосховища | Основні характеристики річок басейну річки Південний Буг довжиною більше 10 км, до створу греблі Хмельницького водосховища | Основні характеристики річок басейну річки Південний Буг довжиною більше 10 км, до створу греблі Хмельницького водосховища | Основні характеристики річок басейну річки Південний Буг довжиною більше 10 км, до створу греблі Хмельницького водосховища | Основні характеристики річок басейну річки Південний Буг довжиною більше 10 км, до створу греблі Хмельницького водосховища |
| --- | --- | --- | --- | --- |
| № | Назва | Площа басейну, км2 | Довжина річки у межах області                                                                                              | Кількість приток |
| 1 | р. Мшанець | 144 | 30 | 43 |
| 2 | р. Плоска | 128 | 22 | 31 |
| 3 | р. Войтовина | 67 | 21 | 17 |

1. 1 2 3  "Правила експлуатації Хмельницького водосховища" 406/16.11.2015, Хмельницьке обласне управління водних ресурсів, 2015 р.